# Rio Barreiro
Der Rio Barreiro ist ein etwa 76 km langer rechter Nebenfluss des Rio Comissário im Westen des brasilianischen Bundesstaats Paraná.

## Etymologie
Barreiro bedeutet auf Deutsch Lehmgrube (Barra = Lehm). Rio Barreiro ist somit der Lehmgrubenfluss.

## Geografie

### Lage
Das Einzugsgebiet des Rio Barreiro befindet sich auf dem Terceiro Planalto Paranaense (Dritte oder Guarapuava-Hochebene von Paraná).

### Verlauf
Sein Quellgebiet liegt im Munizip Janiópolis auf 565 m Meereshöhe etwa 10 km südwestlich des Hauptorts.
Der Fluss verläuft in südwestlicher Richtung. Ca. 5 km nach seinem Ursprung erreicht er das Munizip Rancho Alegre d’Oeste, das er nördlich des Hauptorts von Nordost nach Südwest durchfließt. Er fließt im Munizip Quarto Centenário von rechts in den Rio Comissário. Er mündet auf 291 m Höhe. Er ist etwa 76 km lang.

### Munizipien im Einzugsgebiet
Am Rio Barreiro liegen die drei Munizipien Janiópolis,  Rancho Alegre d’Oeste und Quarto Centenário.